# Panamera Flow
 Panamera Flow  ist ein Lied der deutschen Rapper Bushido und Shindy. Es wurde am 15. März 2013 digital als dritte Single des Bushido Albums AMYF veröffentlicht. Am 12. Juli 2013 erschien Panamera Flow außerdem auf Shindys Debütalbum NWA sowie dessen drei Wochen später erschienen Wiederveröffentlichung NWA 2.0.

## Hintergrund
Bereits am 12. Oktober 2012 veröffentlichte Bushido sein elftes Studioalbum AMYF in drei verschiedenen Versionen. Die Deluxe- und die Premium-Version enthielten dabei eine zweite CD mit 14 zusätzlichen Liedern, waren jedoch zum ursprünglichen Veröffentlichungszeitpunkt nicht digital erhältlich. Anfang März erklärte Bushido auch die Premium-Version zum 15. März 2013 digital zum Verkauf anzubieten und dabei um den zusätzlichen Bonustrack Panamera Flow, welcher am selben Tag als Single erscheinen sollte zu ergänzen.
Als Featuregast war auf Panamera Flow Shindy angekündigt. Dieser entstammte dem musikalischen Umfeld von Bushidos einstigem Schützling Kay One und war von Deutschrapmedien bereits im Frühjahr 2012 als potentielle Neuverpflichtung von Bushidos Plattenfirma ersguterjunge gehandelt worden. Bevor eine Verpflichtung zustande kam, trennte sich Kay One jedoch im Streit von Bushido und ersguterjunge. Shindy begleitete Kay One bei diesem Schritt, verkündete anschließend im Oktober 2012 jedoch seinerseits seine Trennung von Kay One. Anlässlich des Videodrehs zu Bushidos Single Theorie & Praxis tauchte Shindy im November 2012 schließlich erstmals wieder öffentlich im Umfeld Bushidos auf. Im Januar 2013 hatte Shindy bereits über die Mikroblogging-Anwendung Twitter eine Vertragsunterzeichnung bei ersguterjunge suggerierte, welche mit der Zusammenarbeit Bushidos und Shindys in Panamera Flow schließlich öffentlich gemacht werden sollte.
Am 12. Juli 2013 erschien Panamera Flow außerdem als Bonustrack auf Shindys ebenfalls über ersguterjunge veröffentlichtem Debütalbum NWA sowie dessen Wiederveröffentlichung NWA 2.0, welche drei Wochen später infolge der Indizierung von NWA durch die Bundesprüfstelle für jugendgefährdende Medien erfolgte. Auf NWA 2.0 gehörte Panamera Flow zur regulären Titelliste.

## Inhalt
Inhaltlich beschreibt Panamera Flow vorwiegend einen luxuriösen, markenfixierten Lebensstil, welcher vor allem durch die ausführlichen Beschreibung der Oberklasselimousine Porsche Panamera dargestellt wird.
Darüber hinaus enthält Panamera Flow eine Anspielung auf Willy Brandts Kniefall von Warschau sowie mit der Textzeile „Tyson, Jackson, Jordan“, welche auf die US-amerikanischen Profisportler Mike Tyson und Michael Jordan sowie den Popsänger Michael Jackson anspielt, ein leicht entfremdetes Zitat aus dem Lied Niggas in Paris der Rapper Kanye West und Jay-Z. Außerdem wird der Countrysänger Johnny Cash erwähnt.

## Produktion
Panamera Flow wurde von Bushido, Shindy, Beatzarre und Djorkaeff produziert.

## Musikvideo
Am 14. März 2013 wurde das offizielle Musikvideo zur Single auf YouTube veröffentlicht. Im Video ist der titelgebende Porsche Panamera in schwarzer Ausführung zu sehen. Vier Tage vorher wurde außerdem ein Making-of des Videos veröffentlicht. Auf YouTube wurde das Musikvideo zu Panamera Flow insgesamt rund 57 Millionen Mal (Stand: August 2025) abgerufen.

## Kommerzieller Erfolg

### Chartplatzierungen
Panamera Flow erreichte sowohl in Deutschland als auch in Österreich, Rang 51 der Singlecharts.
| ChartsChartplatzierungen | Höchstplatzierung | Wochen |
| ------------------------ | ----------------- | ------ |
| Deutschland (GfK)        | 51 (1 Wo.)        | 1      |
| Österreich (Ö3)          | 51 (1 Wo.)        | 1      |

### Auszeichnungen für Musikverkäufe
Im Jahr 2019 erreichte Panamera Flow Goldstatus, mit über 150.000 verkauften Einheiten, in Deutschland.
| Land/Region        | Auszeichnungen für Musikverkäufe (Land/Region, Auszeichnung, Verkäufe) | Verkäufe |
| ------------------ | ---------------------------------------------------------------------- | -------- |
| Deutschland (BVMI) | Gold                                                                   | 150.000  |
| Insgesamt          | 1× Gold ·                                                              | 150.000  |